# Кампо (Ређо ди Калабрија)
Кампо (итал. Campo) је насеље у Италији у округу Ређо ди Калабрија, региону Калабрија.
Према процени из 2011. у насељу је живело 54 становника. Насеље се налази на надморској висини од 273 м.